# Umay-ene Corona
L'Umay-ene Corona è una struttura geologica della superficie di Venere.